# Goeldia goytacazes
Espèce
Goeldia goytacazes est une espèce d'araignées aranéomorphes de la famille des Titanoecidae.

## Distribution
Cette espèce est endémique de l'État de Rio de Janeiro au Brésil,. Elle se rencontre vers Campos dos Goytacazes.

## Description
Le mâle holotype mesure 3,15 mm et la femelle paratype 3,84 mm, les femelles mesurent de 3,24 à 3,84 mm.

## Systématique et taxinomie
Cette espèce a été décrite par Almeida-Silva et Brescovit en 2024.

## Étymologie
Cette espèce est nommée en l'honneur des Goytacazes.

## Publication originale
- Almeida-Silva & Brescovit, 2024 : « Unraveling the mysteries of Goeldia Keyserling, 1891: revision, description of seven new species and first record from USA (Araneae: Titanoecidae). » Zootaxa, no 5428(2), p. 151-193.